# Ashfield (circonscription britannique)
Pour les articles homonymes, voir Ashfield.
Circonscription parlementaire de la Chambre des communes
La circonscription d'Ashfield est une circonscription parlementaire britannique située dans le Nottinghamshire, et représentée à la Chambre des communes du Parlement britannique depuis 2019 par Lee Anderson du Parti conservateur.

## Members of Parliament
| Élection | Élection                | Membre          | Membre | Parti        |
| -------- | ----------------------- | --------------- | ------ | ------------ |
|          | 1955                    | Will Warbey     |        | Travailliste |
|          | 1966                    | David Marquand  |        | Travailliste |
|          | Élection partielle 1977 | Tim Smith       |        | Conservateur |
|          | 1979                    | Frank Haynes    |        | Travailliste |
|          | 1992                    | Geoff Hoon      |        | Travailliste |
|          | 2010                    | Gloria De Piero |        | Travailliste |
|          | 2019                    | Lee Anderson    |        | Conservateur |

## Élections

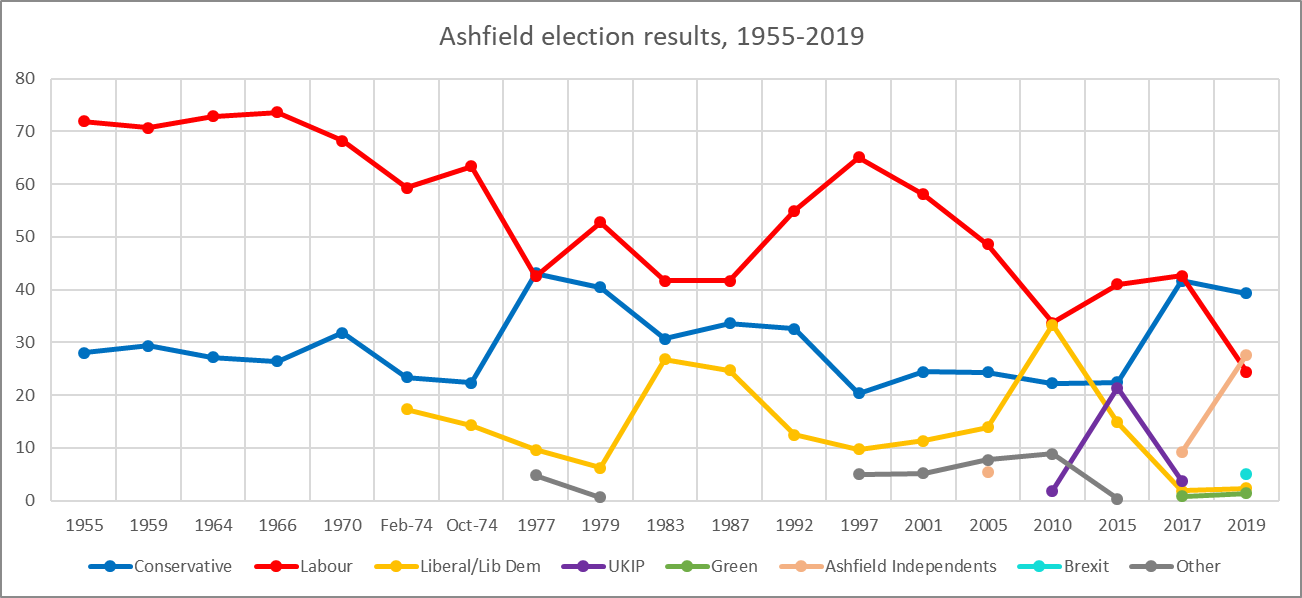
Ashfield résultats élection

### Élections dans les années 2010
| Parti         | Parti                                   | Candidat                                | Voix   | %    | ±    |
| ------------- | --------------------------------------- | --------------------------------------- | ------ | ---- | ---- |
|               | Conservateur                            | Lee Anderson                            | 19,231 | 39,3 | 2.4  |
|               | Ashfield Independents                   | Jason Zadrozny                          | 13,498 | 27,6 | 18.4 |
|               | Travailliste                            | Natalie Fleet                           | 11,971 | 24,4 | 18.1 |
|               | Brexit                                  | Martin Daubney                          | 2,501  | 5,1  | New  |
|               | Libéral Démocrate                       | Rebecca Wain                            | 1,105  | 2,3  | 0.3  |
|               | Green                                   | Rose Woods                              | 674    | 1,4  | 0.6  |
| Majorité      | Majorité                                | Majorité                                | 5,733  | 11,7 | N/A  |
| Participation | Participation                           | Participation                           | 48,980 | 62,6 | 1.4  |
|               | Conservateur vainqueur sur Travailliste | Conservateur vainqueur sur Travailliste | Swing  | 7.9  |      |

| Parti         | Parti                 | Candidat             | Voix   | %    | ±    |
| ------------- | --------------------- | -------------------- | ------ | ---- | ---- |
|               | Travailliste          | Gloria De Piero      | 21,285 | 42,6 | 1.6  |
|               | Conservateur          | Tony Harper          | 20,844 | 41,7 | 19.3 |
|               | Ashfield Independents | Gail Turner          | 4,612  | 9,2  | New  |
|               | UKIP                  | Ray Young            | 1,885  | 3,8  | 17.6 |
|               | Libéral Démocrate     | Bob Charlesworth     | 969    | 1,9  | 12.9 |
|               | Green                 | Arran Rangi          | 398    | 0,8  | New  |
| Majorité      | Majorité              | Majorité             | 441    | 0,9  | 17.7 |
| Participation | Participation         | Participation        | 49,993 | 64,0 | 5.5  |
|               | Travailliste retenir  | Travailliste retenir | Swing  | 8.9  |      |

| Parti         | Parti                    | Candidat             | Voix   | %     | ±     |
| ------------- | ------------------------ | -------------------- | ------ | ----- | ----- |
|               | Travailliste             | Gloria De Piero      | 19,448 | 41,0  | +7.3  |
|               | Conservateur             | Helen Harrison       | 10,628 | 22,4  | +0.2  |
|               | UKIP                     | Simon Ashcroft       | 10,150 | 21,4  | +19.5 |
|               | Libéral Démocrate        | Philip Smith         | 7,030  | 14,8  | −18.5 |
|               | Justice for Men and Boys | Mike Buchanan        | 153    | 0,3   | N/A   |
| Majorité      | Majorité                 | Majorité             | 8,820  | 18,6  | +18.2 |
| Participation | Participation            | Participation        | 47,409 | 61,5  | −0.8  |
|               | Travailliste retenir     | Travailliste retenir | Swing  | +3.55 |       |

Les libéraux démocrates avaient de nouveau sélectionné Jason Zadrozny, mais il avait été suspendu par le parti libéral démocrate après avoir été arrêté et interrogé pour des allégations d'abus sexuels sur des enfants. Il a ensuite été retiré quelques semaines avant les élections et a été remplacé par Philip Smith,.
| Parti         | Parti                | Candidat             | Voix   | %     | ±     |
| ------------- | -------------------- | -------------------- | ------ | ----- | ----- |
|               | Travailliste         | Gloria De Piero      | 16,239 | 33,7  | −15.0 |
|               | Libéral Démocrate    | Jason Zadrozny       | 16,047 | 33,3  | +19.5 |
|               | Conservateur         | Garry Hickton        | 10,698 | 22,2  | −2.2  |
|               | BNP                  | Edward Holmes        | 2,781  | 5,8   | N/A   |
|               | Démocrates anglais   | Tony Ellis           | 1,102  | 2,3   | N/A   |
|               | UKIP                 | Terry Coleman        | 933    | 1,9   | N/A   |
|               | Indépendant          | Eddie Smith          | 396    | 0,8   | N/A   |
| Majorité      | Majorité             | Majorité             | 192    | 0,4   | −23.9 |
| Participation | Participation        | Participation        | 48,196 | 62,3  | +5.2  |
|               | Travailliste retenir | Travailliste retenir | Swing  | −17.2 |       |

### Élections dans les années 2000
| Parti         | Parti                 | Candidat             | Voix   | %    | ±    |
| ------------- | --------------------- | -------------------- | ------ | ---- | ---- |
|               | Travailliste          | Geoff Hoon           | 20,433 | 48,6 | −9.5 |
|               | Conservateur          | Giles Inglis-Jones   | 10,220 | 24,3 | −0.1 |
|               | Libéral Démocrate     | Wendy Johnson        | 5,829  | 13,9 | +2.6 |
|               | Ashfield Independents | Roy Adkins           | 2,292  | 5,5  | N/A  |
|               | Indépendant           | Kate Allsop          | 1,900  | 4,5  | N/A  |
|               | Veritas               | Sarah Hemstock       | 1,108  | 2,6  | N/A  |
|               | Indépendant           | Eddie Grenfell       | 269    | 0,6  | N/A  |
| Majorité      | Majorité              | Majorité             | 10,213 | 24,3 |      |
| Participation | Participation         | Participation        | 42,051 | 57,3 | +3.7 |
|               | Travailliste retenir  | Travailliste retenir | Swing  | −4.7 |      |

| Parti         | Parti                   | Candidat             | Voix   | %    | ±     |
| ------------- | ----------------------- | -------------------- | ------ | ---- | ----- |
|               | Travailliste            | Geoff Hoon           | 22,875 | 58,1 | −7.0  |
|               | Conservateur            | Julian Leigh         | 9,607  | 24,4 | +4.2  |
|               | Libéral Démocrate       | William Smith        | 4,428  | 11,3 | +1.6  |
|               | Indépendant             | Charlie Harby        | 1,471  | 3,7  | N/A   |
|               | Socialiste Alliance     | George Watson        | 589    | 1,5  | N/A   |
|               | Socialiste Travailliste | Katrina R. Howse     | 380    | 1,0  | N/A   |
| Majorité      | Majorité                | Majorité             | 13,268 | 33,7 |       |
| Participation | Participation           | Participation        | 39,350 | 53,6 | −16.4 |
|               | Travailliste retenir    | Travailliste retenir | Swing  | −5.6 |       |

### Élections dans les années 1990
| Parti         | Parti                | Candidat             | Voix   | %     | ±     |
| ------------- | -------------------- | -------------------- | ------ | ----- | ----- |
|               | Travailliste         | Geoff Hoon           | 32,979 | 65,1  | +10.2 |
|               | Conservateur         | Mark Simmonds        | 10,251 | 20,3  | −12.3 |
|               | Libéral Démocrate    | William E. Smith     | 4,882  | 9,7   | −2.8  |
|               | Référendum           | Martin I. Betts      | 1,896  | 3,8   | N/A   |
|               | BNP                  | Steven E. Belshaw    | 595    | 1,2   | N/A   |
| Majorité      | Majorité             | Majorité             | 22,728 | 44,9  |       |
| Participation | Participation        | Participation        | 50,603 | 70,0  |       |
|               | Travailliste retenir | Travailliste retenir | Swing  | +11.3 |       |

| Parti         | Parti                | Candidat             | Voix   | %    | ±     |
| ------------- | -------------------- | -------------------- | ------ | ---- | ----- |
|               | Travailliste         | Geoff Hoon           | 32,018 | 54,9 | +13.2 |
|               | Conservateur         | Laurence Robertson   | 19,031 | 32,6 | −1.0  |
|               | Libéral Démocrate    | James S. Turton      | 7,291  | 12,5 | −12.2 |
| Majorité      | Majorité             | Majorité             | 12,987 | 22,3 | +14.2 |
| Participation | Participation        | Participation        | 58,340 | 80,4 | +3.2  |
|               | Travailliste retenir | Travailliste retenir | Swing  | +7.1 |       |

### Élections dans les années 1980
| Parti         | Parti                | Candidat             | Voix   | %     | ±    |
| ------------- | -------------------- | -------------------- | ------ | ----- | ---- |
|               | Travailliste         | Frank Haynes         | 22,812 | 41,7  | ±0.0 |
|               | Conservateur         | Barry Coleman        | 18,412 | 33,6  | +2.9 |
|               | Liberal              | Frances Stein        | 13,542 | 24,7  | −2.1 |
| Majorité      | Majorité             | Majorité             | 4,400  | 8,1   | −3.7 |
| Participation | Participation        | Participation        | 70,937 | 77,2  |      |
|               | Travailliste retenir | Travailliste retenir | Swing  | −1.45 |      |

| Parti         | Parti                | Candidat             | Voix   | %    | ± |
| ------------- | -------------------- | -------------------- | ------ | ---- | - |
|               | Travailliste         | Frank Haynes         | 21,859 | 41,7 |   |
|               | Conservateur         | Roderick Seligman    | 15,772 | 30,7 |   |
|               | Liberal              | Frances Stein        | 13,812 | 26,8 |   |
| Majorité      | Majorité             | Majorité             | 6,087  | 11,8 |   |
| Participation | Participation        | Participation        | 68,791 | 74,8 |   |
|               | Travailliste retenir | Travailliste retenir | Swing  |      |   |

### Élections dans les années 1970
| Parti         | Parti                | Candidat             | Voix   | %     | ±     |
| ------------- | -------------------- | -------------------- | ------ | ----- | ----- |
|               | Travailliste         | Frank Haynes         | 33,116 | 52,8  | −10.6 |
|               | Conservateur         | Tim Smith            | 25,319 | 40,4  | +18.1 |
|               | Liberal              | Hampton Flint        | 3,914  | 6,2   | −8.4  |
|               | National Front       | W. Annable           | 397    | 0,6   | N/A   |
| Majorité      | Majorité             | Majorité             | 7,797  | 12,4  |       |
| Participation | Participation        | Participation        | 77,878 | 80,6  |       |
|               | Travailliste retenir | Travailliste retenir | Swing  | −14.4 |       |

| Parti         | Parti                                   | Candidat                                | Voix   | %    | ±     |
| ------------- | --------------------------------------- | --------------------------------------- | ------ | ---- | ----- |
|               | Conservateur                            | Tim Smith                               | 19,616 | 43,1 | +20.8 |
|               | Travailliste                            | Michael Cowan                           | 19,352 | 42,5 | −20.9 |
|               | Liberal                                 | Hampton Flint                           | 4,380  | 9,6  | −4.7  |
|               | National Front                          | George Herrod                           | 1,734  | 3,8  | N/A   |
|               | Socialist Workers                       | June Hall                               | 453    | 1,0  | N/A   |
| Majorité      | Majorité                                | Majorité                                | 264    | 0,6  |       |
| Participation |                                         |                                         |        |      |       |
|               | Conservateur vainqueur sur Travailliste | Conservateur vainqueur sur Travailliste | Swing  | 20.8 |       |

| Parti         | Parti                | Candidat             | Voix   | %    | ±    |
| ------------- | -------------------- | -------------------- | ------ | ---- | ---- |
|               | Travailliste         | David Marquand       | 35,367 | 63,4 | +4.1 |
|               | Conservateur         | Richard Kemm         | 12,452 | 22,3 | −1.1 |
|               | Liberal              | Hampton Flint        | 7,959  | 14,3 | −3.0 |
| Majorité      | Majorité             | Majorité             | 22,915 | 41,1 |      |
| Participation | Participation        | Participation        | 74,683 | 74,7 |      |
|               | Travailliste retenir | Travailliste retenir | Swing  |      |      |

| Parti         | Parti                | Candidat             | Voix   | %    | ±     |
| ------------- | -------------------- | -------------------- | ------ | ---- | ----- |
|               | Travailliste         | David Marquand       | 35,994 | 59,3 | −11.0 |
|               | Conservateur         | Richard Kemm         | 14,206 | 23,4 | −6.3  |
|               | Liberal              | Hampton Flint        | 10,534 | 17,3 | N/A   |
| Majorité      | Majorité             | Majorité             | 21,788 | 35,9 |       |
| Participation | Participation        | Participation        | 74,095 | 82,0 |       |
|               | Travailliste retenir | Travailliste retenir | Swing  |      |       |

| Parti         | Parti                | Candidat             | Voix   | %    | ±    |
| ------------- | -------------------- | -------------------- | ------ | ---- | ---- |
|               | Travailliste         | David Marquand       | 32,372 | 68,2 | −5.4 |
|               | Conservateur         | Richard Kemm         | 15,089 | 31,8 | +5.4 |
| Majorité      | Majorité             | Majorité             | 17,283 | 36,4 |      |
| Participation | Participation        | Participation        | 67,623 | 70,2 |      |
|               | Travailliste retenir | Travailliste retenir | Swing  | −5.4 |      |

### Élections dans les années 1960
| Parti         | Parti                | Candidat             | Voix   | %     | ± |
| ------------- | -------------------- | -------------------- | ------ | ----- | - |
|               | Travailliste         | David Marquand       | 33,477 | 73,6  |   |
|               | Conservateur         | E.T. Gibbons         | 11,991 | 26,4  |   |
| Majorité      | Majorité             | Majorité             | 21,486 | 47,26 |   |
| Participation | Participation        | Participation        | 62,030 | 73,30 |   |
|               | Travailliste retenir | Travailliste retenir | Swing  |       |   |

| Parti         | Parti                | Candidat             | Voix   | %     | ± |
| ------------- | -------------------- | -------------------- | ------ | ----- | - |
|               | Travailliste         | William Warbey       | 34,841 | 72,84 |   |
|               | Conservateur         | TL Wright            | 12,989 | 27,16 |   |
| Majorité      | Majorité             | Majorité             | 21,852 | 45,69 |   |
| Participation | Participation        | Participation        | 61,960 | 77,19 |   |
|               | Travailliste retenir | Travailliste retenir | Swing  |       |   |

### Élections dans les années 1950
| Parti         | Parti                | Candidat             | Voix   | %     | ± |
| ------------- | -------------------- | -------------------- | ------ | ----- | - |
|               | Travailliste         | William Warbey       | 35,432 | 70,69 |   |
|               | Conservateur         | Julian GW Sandys     | 14,690 | 29,31 |   |
| Majorité      | Majorité             | Majorité             | 20,742 | 41,38 |   |
| Participation | Participation        | Participation        | 61,139 | 81,98 |   |
|               | Travailliste retenir | Travailliste retenir | Swing  |       |   |

| Parti         | Parti                                  | Candidat       | Voix   | %     | ± |
| ------------- | -------------------------------------- | -------------- | ------ | ----- | - |
|               | Travailliste                           | William Warbey | 32,905 | 71,94 |   |
|               | Conservateur                           | Alan S Plane   | 12,836 | 28,06 |   |
| Majorité      | Majorité                               | Majorité       | 20,069 | 43,88 |   |
| Participation | Participation                          | Participation  | 59,820 | 76,46 |   |
|               | Travailliste vainqueur (nouveau siège) |                |        |       |   |

## Sources
- Youngs, Frederic A., Guide to the Local Administrative Units of England, Vol II, Northern England, London, 1991*